# Borommaracha IV
Borommaracha IV, conosciuto anche come Borommaracha Thirat IV (in lingua thai: สมเด็จพระบรมราชาธิราชที่4) e No Phutthangkun (หน่อพุทธางกูร) (1502 – 1533), è stato l'undicesimo sovrano del Regno di Ayutthaya, fondato nel 1350 da Ramathibodi I nell'odierna Thailandia.
Fu acclamato re nel 1529 alla morte del padre e predecessore Ramathibodi II, che nel 1526 lo aveva nominato viceré e erede al trono con il titolo Maha Uparat.

## Biografia

### Il regno del padre
Nacque come principe Athittayawong ed era il primogenito di Ramathibodi II, durante il cui regno si erano registrati eventi di particolare importanza nella storia di Ayutthaya. I portoghesi avevano conquistato Malacca nel 1511, ponendo fine all'egemonia siamese sul sultanato, ma le ambasciate che gli europei avevano inviato ad Ayutthaya erano state accolte cordialmente e nel 1516 era stato stipulato un trattato che permetteva ai portoghesi di aprire uffici commerciali nella capitale e in altre città siamesi. Furono i membri di queste ambasciate i primi europei a giungere ad Ayutthaya, e l'apertura agli scambi commerciali con l'occidente sarebbe stata in seguito mantenuta da tutti i sovrani che succedettero a Ramathibodi II. I portoghesi introdussero in questo periodo in Siam anche l'archibugio.
Anche nel regno di Ramathibodi II si erano rinnovati i conflitti tra Ayutthaya ed il Regno Lanna, che da oltre cento anni insanguinavano la regione senza che nessuno dei due Stati riuscisse a prevalere. Nel 1515, l'ennesima invasione delle truppe di Chiang Mai aveva visto la capitolazione di Kamphaeng Phet e Sukhothai, ma la reazione di Ayutthaya era stata in tale occasione decisiva. Dopo aver costretto alla fuga gli invasori, l'esercito comandato da Ramathibodi II e dai figli Athittayawong e Ek aveva inseguito i fuggitivi fino alle mura dell'odierna Lampang dove, al termine di un'aspra battaglia, la città era stata espugnata dai siamesi. Dal 1390, anno in cui ebbe luogo il primo conflitto tra i due Stati, fu questa la vittoria più significativa di Ayutthaya sui tradizionali rivali.
Ramathibodi II aveva inoltre promulgato una legge che aveva riformato il servizio di leva militare ed aveva introdotto diversi tipi di corvée per i cittadini che ne erano dispensati. Tale sistema sarebbe rimasto in vigore fino al regno di Rama V (dal 1868 al 1910), la cui nuova legge in materia si basò su modelli europei di quel tempo ed eliminò l'obbligo delle corvée.

### Il regno di Borommaracha IV
Nel 1524, il principe Athittayawong fu nominato re di Sukhothai ed erede al trono e, con il titolo di Maha Uparat (viceré), si trasferì a Phitsanulok. Tale città era diventata la capitale del Regno di Sukhothai nel 1368, quando Ayutthaya aveva imposto il vassallaggio, mentre il titolo di re di Sukhothai era diventato appannaggio esclusivo dell'erede al trono di Ayutthaya nel 1438, l'anno in cui il Regno di Sukhothai fu assorbito. Ramathibodi II morì improvvisamente nel luglio del 1529 e gli succedette Athittayawong, che salì al trono con il nome regale Borommaracha IV. Per custodire le ceneri del padre, fece costruire un nuovo chedi nel Wat Phra Sri Sanphet a fianco di quelli che Ramathibodi II aveva fatto erigere per le ceneri dei due precedenti sovrani Trailokanat e Borommaracha III.
Il nuovo sovrano avrebbe regnato per soli quattro anni, durante i quali l'unico evento significativo fu la spedizione di un'ambasciata a Chiang Mai per definire un trattato di pace. Nel 1530, il principe Tabinshwehti salì al trono del Regno di Toungoo ed iniziò l'espansione che riunificò la Birmania nel 1545. Negli anni successivi, i birmani avrebbero intrapreso una serie di campagne militari che avrebbero portato alla capitolazione di Ayutthaya nel 1564.
Il diplomatico e storico olandese Jeremias Van Vliet, direttore nel XVII secolo dell'ufficio di Ayutthaya della Compagnia olandese delle Indie orientali, descrisse re Borommaracha IV nel seguente modo:
Secondo altre fonti, la morte di vaiolo avvenne dopo quattro anni di regno, nel 1533. Gli succedette il figlio Ratsada, un bambino di cinque anni che fu fatto uccidere dopo cinque mesi dall'usurpatore Chairacha, fratellastro di Borommaracha IV.

## Crisi dinastica
Con la morte di Borommaracha IV, si aprì un periodo di crisi per Ayutthaya ed in particolare per la dinastia di Suphannaphum. Durante tale periodo, tutti i quattro sovrani che gli succedettero furono assassinati. Dopo aver fatto uccidere Ratsada, Chairacha rimase sul trono fino al 1546, quando fu avvelenato da una delle proprie concubine, Sri Sudachan, che riuscì a farsi nominare reggente del nuovo re Yot Fa, l'undicenne figlio di Chairacha. Sri Sudachan, che era una discendente della dinastia di Uthong, fece uccidere nel 1548 il giovane sovrano e ottenne che il trono fosse affidato al proprio amante Worawongsa, a sua volta membro della casa reale di Uthong. Dopo soli 57 giorni di regno, l'usurpatore Worawongsa e l'amante Sri Sudachan furono uccisi in un'imboscata e venne acclamato re Maha Chakkraphat, un altro fratellastro di Borommaracha IV.
Maha Chakkraphat sarebbe stato il penultimo sovrano della dinastia di Suphannaphum ed avrebbe lasciato per due volte il trono al figlio Mahinthra. Ayutthaya fu invasa dall'esercito birmano del Regno di Toungoo e ne divenne uno stato vassallo nel 1564. La ribellione del 1568 fu soffocata dai birmani, che l'anno seguente espugnarono Ayutthaya, deportarono l'intera famiglia reale ed issarono sul trono siamese Maha Thammaracha, il capostipite della dinastia di Sukhothai.